# コクガン

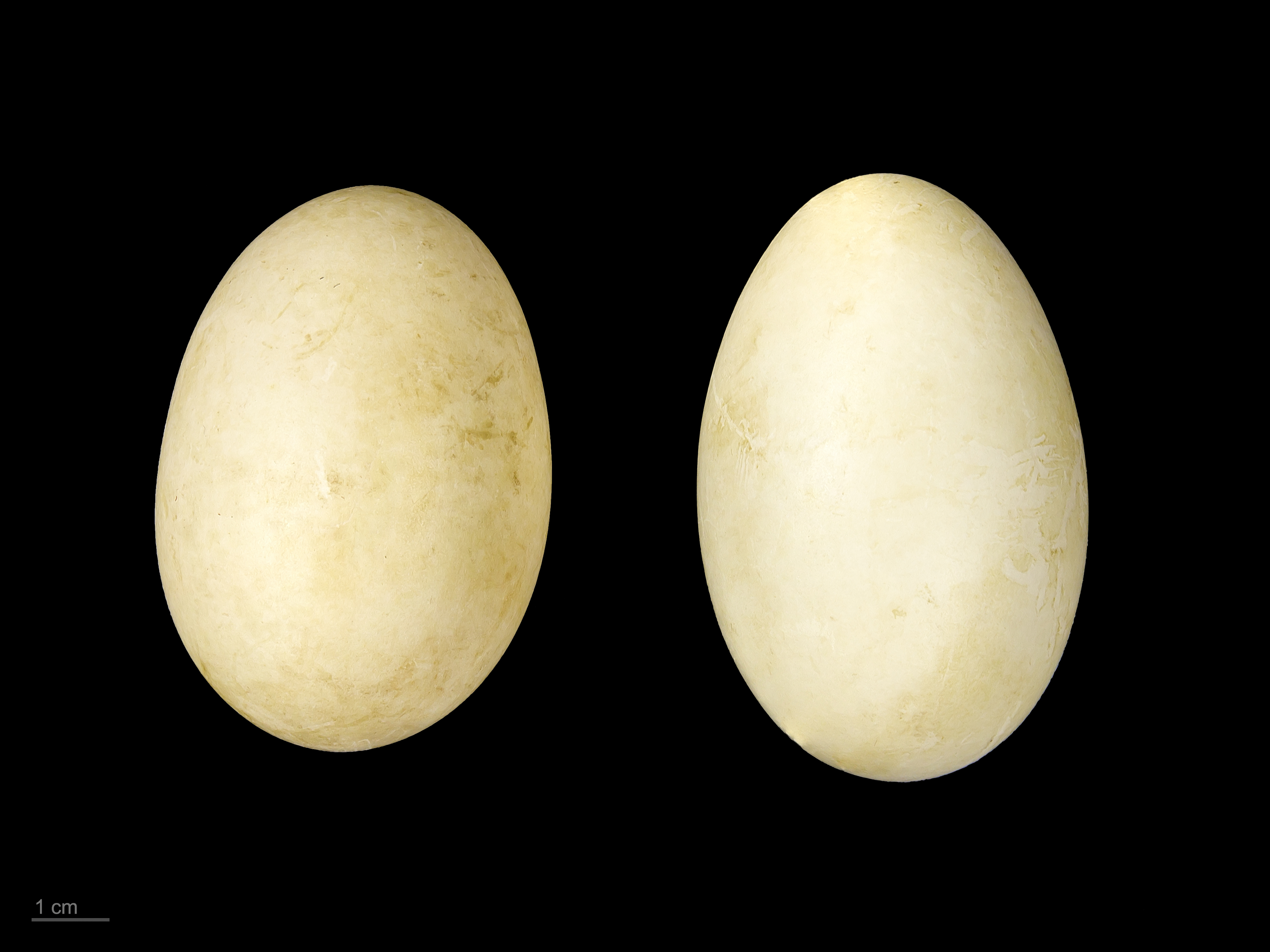
Branta bernicla

コクガン （黒雁、学名：Branta bernicla） は、カモ目カモ科コクガン属に分類される鳥類。後述するように、国を越えて移動する渡り鳥である。

## 分布
- B. b. bernicla ネズミガン

シベリア西部などで繁殖し、ヨーロッパ、イギリスへ渡り越冬する。
- B. b. hrota シロハラネズミガン

カナダ東部、グリーンランドで繁殖し、冬季になると北アメリカ大陸東部、イギリスへ南下して越冬する。
- B. b. nigricans　クロネズミガン

シベリア極東部、カナダ西部およびアメリカ合衆国アラスカ州で繁殖し、冬季になると北アメリカ大陸西部へ南下して越冬する。
- B. b. orientalis コクガン

シベリア東部で繁殖し、朝鮮半島南部、日本（主に東北地方以北）、中華人民共和国の渤海沿岸部へ南下して越冬する。約8000羽が集まる野付半島・野付湾（北海道）が東アジア最大の生息地であり、山階鳥類研究所など日米中共同研究グループが発信器をつけて2021年11月に放鳥したコクガン14羽を追跡したところ、中国の渤海に面する山東半島や日本の東北地方、国後島へ移動したことが確認された。日本の伊豆沼・内沼環境保全財団などはGPSに対応したバイオロギング機器を取り付けたコクガンの渡りを志津川湾から追跡し、北極海のファデエフスキイ島（ノヴォシビルスク諸島）に至ることを確認した。

## 形態
全長55-66センチメートル。翼開張115-125センチメートル。尾羽はやや短い。頭部から頸部、胸部の羽衣は黒い。頸部に白い首輪状の斑紋が入り、斑紋内に黒い斑紋がある。体上面の羽衣は羽毛の外縁（羽縁）が淡色の黒褐色。全体的に羽衣が黒いことが和名の由来になっている。体側面には白と淡黒褐色の縞模様が入る。下腹部や尾羽基部を被う羽毛（上尾筒、下尾筒）は白い。
嘴や後肢は黒い。
幼鳥は頸部の白色斑がないか不明瞭で、雨覆の羽縁が白い。
- B. b. bernicla ネズミガン

腹部が暗色。
- B. b. hrota シロハラネズミガン

腹部が白い。
- B. b. nigricans クロネズミガン

体側面の淡色部が不明瞭。
- B. b. orientalis コクガン

色味が濃く、体側面の淡色部が明瞭。

## 分類
- Branta bernicla bernicla (Linnaeus, 1758) ネズミガン Dark-bellied brent goose
- Branta bernicla hrota シロハラネズミガン Light-bellied brent goose
- Branta bernicla nigricans クロネズミガン Black brent goose
- Branta bernicla orientalis コクガン Pacific brent goose

## 生態
繁殖地ではツンドラ、越冬地では内湾や海岸、河口、干潟、沿岸部の湖沼などに生息する。非繁殖期は群れで生活する。
食性は植物食傾向の強い雑食性で、海草（アマモなど）や海藻を食べる。海底の海草や海藻は逆立ちして頭だけ潜水しながら食べる。
繁殖形態は卵生。6月に1-7個（平均4個）の卵を産む。抱卵期間は22-25日。雛は孵化してから40-50日で飛翔できるようになる。

## 人間との関係
生息地の軍事利用、乱獲などにより生息数が減少している。日本では1971年に国の天然記念物に指定されている。
- B. b. orientalis コクガン

絶滅危惧II類 (VU)（環境省レッドリスト）

## 画像

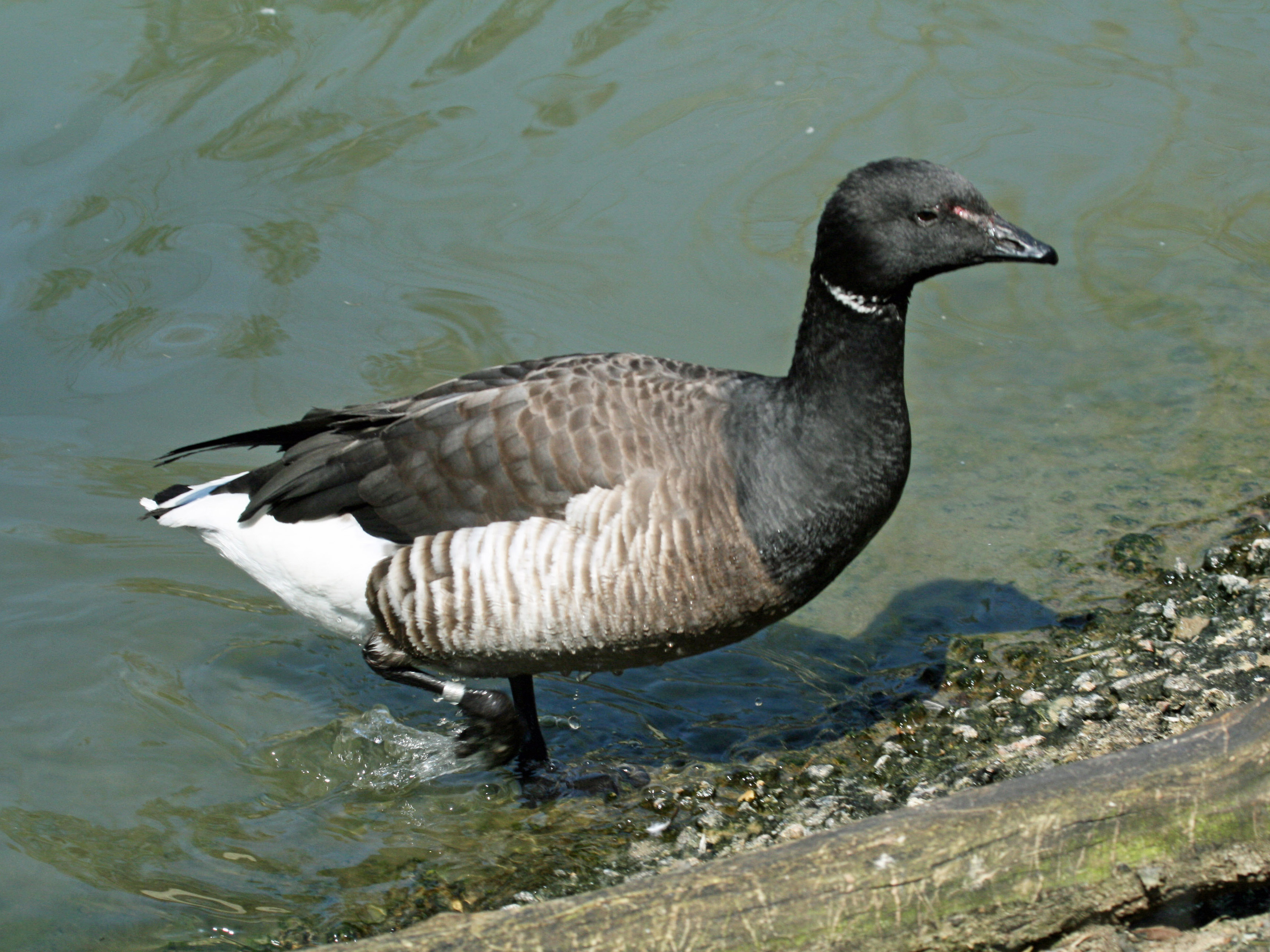
亜種シロハラネズミガン B. b. hrota
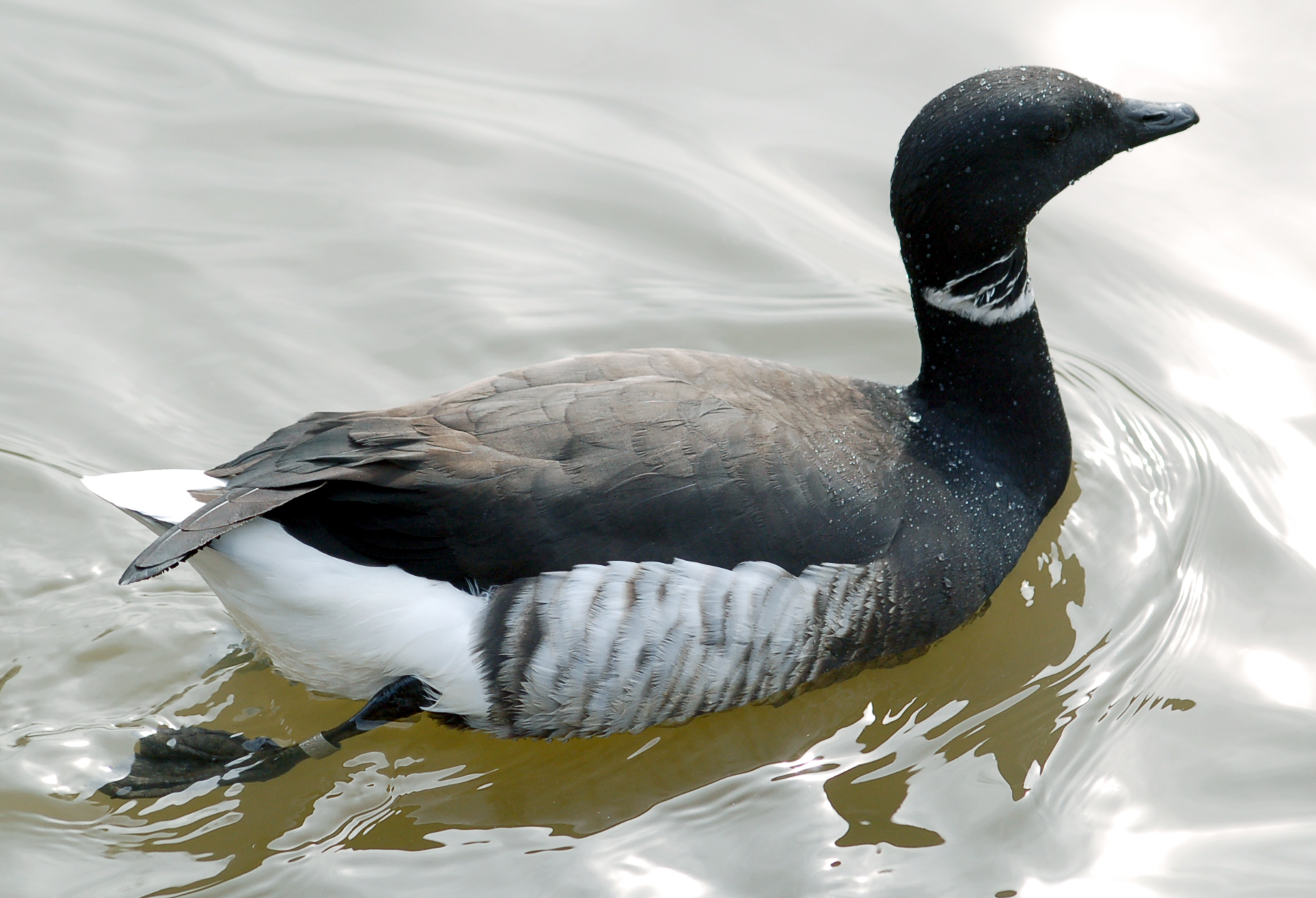
亜種クロネズミガン B. b. nigricans